# Sloeštica
Sloeštica (en macédonien Слоештица) est un village du sud-est de la Macédoine du Nord, situé dans la commune de Demir Hisar. Le village comptait 221 habitants en 2002.

## Démographie
Lors du recensement de 2021, le village comptait 138 Macédoniens et 3 Albanais.